# Royal Air Force College Cranwell
Il Royal Air Force College (RAFC) è la struttura della Royal Air Force per l'addestramento del personale RAF. La struttura fornisce anche addestramento ai cadetti ed è responsabile di tutto il reclutamento della RAF insieme alla selezione dell'equipaggio e dei piloti. Fu originariamente istituito come centro di addestramento per la Royal Navy durante la prima guerra mondiale. Durante la seconda guerra mondiale, la scuola e le sue strutture furono utilizzate per addestrare i piloti da caccia.
Il Royal Air Force College ha sede presso la RAF Cranwell vicino a Sleaford, nel Lincolnshire, e talvolta viene chiamato Royal Air Force College Cranwell.

## Storia
Il Royal Air Force College è stato aperto il 1º aprile 1916 sotto la guida di Godfrey Paine, fu istituito come prima accademia aerea del mondo nel 1919 sotto il comando dell'Air Commodore Charles Longcroft. Nel 1922 venne deciso di costruire la mensa degli ufficiali della College Hall (CHOM) e nel 1929 Lady Maud Hoare pose le basi per la costruzione. Nell'autunno del 1933, i primi cadetti usarono la CHOM. L'11 ottobre 1934, il Principe di Galles (Edoardo VIII) aprì l'edificio. Durante la seconda guerra mondiale, l'addestramento degli ufficiali fu sospeso, perché l'area - che fu risparmiata dai bombardamenti - fu usata per l'addestramento dei piloti. RAFC è membro delle Accademie dell'aeronautica europea (EUAFA) dagli anni '90.

## Laureati
- Faisal bin Al Hussein, principe giordano
- Muqrin ibn Abd al-Aziz, principe ereditario saudita
- Lord Malcolm Douglas-Hamilton, politico britannico (Conservatori scozzesi)
- Sir Rolf Dudley-Williams, politico britannico (Partito Conservatore)
- Bandar ibn Sultan, diplomatico saudita
- Rory Underwood, giocatore di rugby britannico
- Sir Frank Whittle, inventore britannico

Altri:
- Carlo, principe del Galles, principe della Corona britannica – Laurea a Dartmouth
- William, duca di Cambridge, principe britannico – Laurea a Sandhurst